# روبرت ساوذي
روبرت ساوذي (بالإنجليزية: Robert Southey)  هو شاعر إنجليزي من المدرسة الرومانتيكية، وواحد من مجموعة شعراء البحيرة، وقد تُوج بلقب شاعر البلاط لمدة 30 عامًا منذ 1813 وحتى وفاته. على الرغم من أن شهرة معاصريه من الشعراء كويليام وردزورث، وصامويل تايلر كولريدج قد فاقت شهرته، إلا أن شعره لا زال يتمتع ببعض الشعبية.
روبرت ساذي هو أيضًا كاتب رسائل جزل، وباحث في الأدب، وكاتب مقالة، ومؤرخ، وكاتب سير ذاتية. التراجم التي كتبها تتضمن حياة وعمل كل من جون بونيان، وجون ويزلي، وويليام كاوپر، وأوليڤر كرومويل، وهوريشيو نيلسون. لاقت ترجمة هوريشيو نيلسون نجاحًا كبيرًا فنادرًا ما تم إيقاف طباعتها منذ نشرها في العام 1813، وقم تم اقتباسها لعمل الفيلم البريطاني نيلسون في العام 1926. روبرت ساوذي كان باحثًا معروفًا في الأدب البرتغالي، والأدب الإسباني، والتاريخ، وقد ترجم العديد من الأعمال من اللغتين البرتغالية والإسبانية إلى الإنجليزية، وألف كتابًا بعنوان تاريخ البرازيل، وآخر بعنوان حرب شبه الجزيرة الأيبيرية. ربما أن أكثر أعماله الأدبية تخليدًا هي قصة الدببة الثلاثة للأطفال، والتي نُشرت في بداية في مجموعته القصصية الطبيب.

## روابط خارجية
- روبرت ساوذي على موقع الموسوعة البريطانية (الإنجليزية)
- روبرت ساوذي على موقع ميوزك برينز (الإنجليزية)
- روبرت ساوذي على موقع إن إن دي بي (الإنجليزية)
- روبرت ساوذي على موقع ديسكوغز (الإنجليزية)